# Арпад Хајош
Арпад Хајош (мађ. Hajós Árpád) је био мађарски фудбалер, тренер и репрезентативац. Играо је у две утакмице за фудбалску репрезентацију Мађарске 1923. године и био је члан репрезентације за Олимпијске игре 1924. године али на олимпијском турниру није одиграо ниједну утакмицу.

## Каријера

### Клуб
Између 1921. и 1924. године био је фудбалер Будимпештанског Тереквеша. Од 1925. играо је у тимовима у Италији: Калчо Риџајна, Калчо Болгонњ и Калчо Милан. Повукао се из активног фудбала 1927. године.

### Репрезентација
Током 1923. године два пута се појавио у репрезентацији. Био је члан тима који је учествовао на Олимпијским играма у Паризу 1924. године, али није играо.

### Тренер
Између 1929. и 1948. године тренирао је за више од десет италијанских фудбалских тимова.